# Liste der kurpfalzbayerischen Regimenter der Frühen Neuzeit
Das Doppel-Kurfürstentum Pfalz-Bayern war 1777 vor die Frage gestellt, die kurbayerischen und kurpfälzischen Regimenter in ein einheitliches Heer zusammenzufassen. Die vorliegende Liste der kurpfalzbayerischen Regimenter der Frühen Neuzeit stellt die erste offizielle Stammliste von 1790 und die Liste von 1804 dar.

## Erläuterung der Systematik
Bis zur Einführung der Stammliste 1790 wurden die Regimenter lediglich nach ihren Regimentschefs bezeichnet. Zusätzlich zu den Nummerierungen, die nach Auflösung einzelner Regimenter an Neuerrichtungen vergeben wurden, wird den untenstehenden Regimentern das Gründungsjahr hinzugefügt. So soll eine Vergleichbarkeit erleichtert werden. Diese Nummerierung folgt konsequent den Aufstellungen von Tessin. Wurden in einem Jahr mehrere Regimenter gegründet, fügte Tessin eine zweite Ziffer hinzu (z. B. „1778/13“ = dreizehntes Regiment, das im Jahre 1778 aufgestellt wurde). Die ehemals kurbayerischen Regimenter erhielten einen neuen Zusatz (unter Hinweis der kurbayerischen Nummerierung). Ehemals kurpfälzische Regimenter behalten in dieser Liste die Nummerierung. Es folgen die Namen der Regimentschefs bzw. der Name (ggf. Name des Kommandeurs).
Bedeutung der verwendeten Zeichen: „*“ = Gründung, „†“ = Auflösung, „<“ = Herkunft, „>“ = Verbleib, „=“ = Doppelfunktion als stehendes Regiment eines Reichsstandes.

## Stammliste 1790

### Infanterieregimenter

#### Grenadiere
1. Grenadier-Regiment von 1778/13
*1778 als Leibregiment-Infanterie - 1789 1. Grenadier-Regiment und Leib-Regiment Kurfürst - 1799 Leibregiment - 1804 1. Linien-Infanterie-Regiment Leibregiment
2. Grenadier-Regiment von 1778/6
*1778 als Pappenheim-Infanterie - 1790 2. Grenadier-Regiment Pappenheim - 1792 2. Grenadier-Regiment Zedwitz - 1799 2. Grenadierregiment Kurprinz - 1804 2. Linien-Infanterie-Regiment Kurprinz
3. Grenadier-Regiment von 1790/1
*1790 als 3. Grenadier-Regiment Ysenburg † 1799
4. Grenadier-Regiment von 1790/2
*1790 als 4. Grenadier-Regiment Baaden † 1799

#### Füsiliere
1. Füsilier-Regiment von 1746
*1746 als Prinz-Friedrich Infanterie - 1751 Prinz Karl - 1778 Zweibrücken - 1790 1. Füsilier-Regiment Zweibrücken - 1795 1. Füsilier-Regiment Herzog Wilhelm - 1804 6. Linien-Infanterie-Regiment Herzog Wilhelm
2. Füsilier-Regiment von 1698
*1698 als Garde-Grenadiere - 1757 Garde zu Fuß - 1767 Leib-Infanterie-Regiment - 1790 2. Füsilier-Regiment Zweibrücken (Prinz Max) - 1792 2. Füsilier-Regiment Herzog Max - 1804 3. Linien-Infanterie-Regiment Herzog Karl
3. Füsilier-Regiment von 1755/2
*1755 als Preysing-Füsiliere - 1762 Rodenhausen - 1790 3. Füsilier-Regiment Rodenhausen †1799
4. Füsilier-Regiment von 1685/4
*1685 als Avila zu Fuß (< von Grafschaft Neuburg von 1676) - 1687 Lybeck - 1714 Freudenberg - 1714 Vehlen - 1723 Birkenfeld - 1739 Birkenfeld - 1741 Hillesheim - 1744 Montrey - 1750 Isselbach - 1763 Horst - 1769 Efferen - 1781 Lodron - 1784 Königsfeld - 1788 La Motte - 1790 4. Füsilier-Regiment La Motte - 1798 4. Füsilier-Regiment Dalwigk - 1801 4. Füsilier-Regiment Kinkel - 1804 11. Linien-Infanterie-Regiment
5. Füsilier-Regiment von 1778/7
*1778 als Wahl-Infanterie < Kurbayerisches Infanterieregiment No.3 von 1706 - 1790 5. Füsilier-Regiment Wahl - 1791 5. Füsilier-Regiment Zedtwitz - 1792 5. Füsilier-Regiment Weichs - 1804 10. Linien-Infanterie-Regiment Kurprinz
6. Füsilier-Regiment von 1778/11
*1778 als Herold-Infanterie < Kurbayerisches Infanterieregiment No.6 von 1753/1 - 1781 Rambaldi - 1790 8. Fusilier-Regiment Rambaldi - 1992 8. Fusilier-Regiment Morawitzki - 1804 7. Linien-Infanterie-Regiment von 1778/10
7. Füsilier-Regiment von 1691
*1691 als Wrtby zu Fuß - 1701 Isselbach - 1714 Buchwitz - 1740 Marck - 1753 Birkenfeld - 1778 Johann Birkenfeld - 1780 Herold - 1784 Zedwitz - 1790 7. Füsilier-Regiment Zedtwitz - 1791 7. Füsilier-Regiment Wahl - 1799 7. Füsilier-Regiment Zweibrücken - 7. Füsilier-Regiment Zedwitz †1799
8. Füsilier-Regiment von 1778/10
*1778 als Holstein-Infanterie < Kurbayerisches Infanterieregiment No.5 von 1732 - 1781 Rambaldi - 1790 8. Fusilier-Regiment Rambaldi - 1992 8. Fusilier-Regiment Morawitzki - 1804 7. Linien-Infanterie-Regiment
9. Füsilier-Regiment von 1778/8
*1778 als Daun-Infanterie < Kurbayerisches Infanterieregiment No.4 von 1722/2 - 1790 9. Fusilier-Regiment Preysing - 1804 5. Linien-Infanterie-Regiment
10. Füsilier-Regiment von 1685/5
*1685 als Bernau zu Fuß (< von Grafschaft Neuburg von 1682) - 1688 Efferen - 1794 Bourscheidt - 1706 Bettendorf - 1712 Eberts - 1713 Norprath - 1727 Isselbach - 1734 Bourscheidt - 1741 Harskamp - 1755 Efferen - 1769 Jung-Hohenhausen - 1778 Joseph Hohenhausen - 1790 10. Füsilier-Regiment Joseph Hohenhausen †1799
11. Füsilier-Regiment von 1778/5
*1778 als La Rosee-Infanterie < Kurbayerisches Infanterieregiment No.1 von 1682/5 - 1781 Preysing - 1790 11. Füsilier-Regiment Weichs - 1792 11. Füsilier-Regiment Juncker - 1804 10. Linien-Infanterie-Regiment
12. Füsilier-Regiment von 1755/1
*1755 als Nassau-Weilburg Füsiliere - 1759 Fürstenberg - 1766 Hohenhausen - 1769 Alt-Hohenhausen - 1778 Leopold Hohenhausen - 1784 Weichs - 1788 Belderbusch - 1790 11. Füsilier-Regiment Ysenburg - 1801 Rheinpfälzisches Bataillon Ysenburg - 1804 9. Linien-Infanterie-Regiment von 1755/1
13. Füsilier-Regiment von 1688
*1688 als Sultzbach zu Fuß - 1690 Sachsen-Meiningen - 1706 Sachsen-Meiningen - 1715 Sachsen-Meiningen - 1743 Sachsen-Hildburghausen - 1745 Birkenfeld - 1753 Osten - 1767 Osten - 1788 Moritz Isenburg - 1790 13. Füsilier-Regiment Isenburg †1799
14. Füsilier-Regiment von 1685/3
*1685 Kurprinzen-Leibregiment zu Fuß (< von Grafschaft Neuburg von 1676) - 1690 Leibregiment (Aubach, 1707 Lecheraine) - 1714 Sulzbach - 1717 Sulzbach - 1735 Kuhla - 1739 Efferen - 1743 Cataneo - 1744 Copons - 1752 Baden - 1778 Campana - 1789 Nys - 1789 Kling - 1790 14. Füsilier-Regiment Kinkel †1798

#### Feldjäger
1. Feldjäger-Regiment von 1778/9
*1778 als Piosasque-Infanterie < Kurbayerisches Infanterieregiment No.4 von 1722/2 - 1784 Schwichelt - 1798 1. Feldjäger-Regiment Metzen - 1801 leichtes Infanterie-Bataillon Metzen - 1804 1. leichtes Infanterie-Bataillon
2. Feldjäger-Regiment von 1778/12
*1778 als Hegnenberg-Infanterie < Kurbayerisches Infanterieregiment No.7 von 1753/2 - 1787 La Motte - 1788 Königsfeld - 1789 Friedrich Wilhelm zu Isenburg und Büdingen - 1790 2. Feldjäger-Regiment Salern - 1801 1. und 2. leichtes Bataillon Salern - 1804 3. leichtes Infanterie-Bataillon Preysing

### Kavallerieregimenter

#### Kürassiere
1. Kürassier-Regiment von 1778/1
*1778 als Minucci-Kürassiere (< Kurbayrisches Kürassierregiment K 1 von 1682/1) 1785 Minucci-Reiter - 1790 1. Kürassier-Regiment Minucci - 1795 1. Kürassier-Regiment Zweibrücken - 1799 1. Kürassier-Regiment Minucci - 1804 1. Dragoner-Regiment
2. Kürassier-Regiment von 1689
*1689 als Franckenberg zu Pferde - 1693 Nagel - 1696 Hochkirch - 1703 Hatzfeld - 1714 Foleville- 1730 Taxis - 1742 Elliot - 1748 Prinz Karl - 1751 Prinz Friedrich (1757/63 Kurpfalz-Kürassiere) - 1767 Prinz Max - 1784 Winkelhausen - 1790 2. Kürassier-Regiment Winkelhausen - 1792 2. Kürassier-Regiment Zweibrücken - 1795 2. Kürassier-Regiment Minucci - 1798 4. Chevauleger-Regiment Erbprinz - 1799 1. Chevauleger-Regiment Kurfürst - 1804 2. Chevauleger-Regiment Kurfürst

#### Dragoner
1. Dragoner-Regiment von 1687
*1687 als Kurprinz-Leibregiment-Dragoner (Vehlen) - 1690 Leibregiment-Dragoner (Vehlen) - 1716 Leibregiment Dragoner (bis 1727 auch Vehlen) - 1742 Hatzfeld - 1744 Kurfürstin-Leibregiment-Dragoner - 1778 Kurfürstin - 1790 1. Dragoner-Regiment Kurfürstin - 1801 vacant 1. Dragoner-Regiment †1803
2. Dragoner-Regiment von 1778/2
*1778 als Taxis-Kürassiere < Kurbayerisches Kürassierregiment K 2 von 1682/3 - 1785 Taxis-Reiter - 1792 2. Dragoner-Regiment Taxis - 1798 2. Dragoner-Regiment Taxis

## Stammliste 1804
Die vorliegende Liste gibt die Regimenter 1802 bis zum Verbleib 1806 wieder.

### Linien-Infanterie-Regimenter
1. Linien-Infanterie-Regiment von 1778/13
2. Linien-Infanterie-Regiment von 1778/6
3. Linien-Infanterie-Regiment von 1698 = Kurpfalzbayerisches 2. Füsilier-Regiment von 1698
4. Linien-Infanterie-Regiment von 1778/7
5. Linien-Infanterie-Regiment von 1778/8
6. Linien-Infanterie-Regiment von 1746
7. Linien-Infanterie-Regiment von 1778/10 < Kurbayerisches Infanterieregiment No.5 von 1732
8. Linien-Infanterie-Regiment von 1778/11 < Kurbayerisches Infanterieregiment No.6 von 1753/1
9. Linien-Infanterie-Regiment von 1755/1
10. Linien-Infanterie-Regiment von 1778/5 < Kurbayerisches Infanterieregiment No.1 von 1682/5
11. Linien-Infanterie-Regiment von 1685/4 > 1806 an Großherzogtum Berg
12. Linien-Infanterie-Regiment von 1803/2
13. Linien-Infanterie-Regiment von 1805

### Leichte Infanterie-Bataillone
1. Leichtes Infanterie-Bataillon von 1778/9 < Kurbayerisches Infanterieregiment No.4 von 1722/2
2. Leichtes Infanterie-Bataillon von 1801/1
3. Leichtes Infanterie-Bataillon von 1778/12 < Kurbayerisches Infanterieregiment No.7 von 1753/2
4. Leichtes Infanterie-Bataillon von 1804
5. Leichtes Infanterie-Bataillon von 1803/5
6. Leichtes Infanterie-Bataillon von 1803/6

### Dragoner-Regimenter
1. Dragoner-Regiment von 1778/1 < Kurbayerisches Kürassierregiment K 1 von 1682/1
2. Dragoner-Regiment von 1778/2 < Kurbayerisches Kürassierregiment K 2 von 1682/3

### Chevauleger-Regimenter
1. Chevauleger-Regiment von 1778/3 < Kurbayerisches Dragonerregiment D I von 1724
2. Chevauleger-Regiment von 1689
3. Chevauleger-Regiment von 1778/4 < Kurbayerisches Dragonerregiment D II von 1725
4. Chevauleger-Regiment von 1803/1